# ذلب سمبراني
ذلب سمبراني (الاسم العلمي:Sansevieria sambiranensis) هو نوع من النباتات يتبع جنس الذلب من الفصيلة الهليونية.